# GP La Marseillaise 2020
De 41e editie van de wielerwedstrijd GP La Marseillaise werd gehouden op 2 februari 2020. De renners reden 145 kilometer in en rond de stad Marseille. De wedstrijd maakte deel uit van de UCI Europe Tour 2020, in de categorie 1.1. Deze editie werd gewonnen door de Fransman Benoît Cosnefroy.

## Uitslag
| GP La Marseillaise 2020 |                      |                          |          |
| Plaats                  | Naam                 | Ploeg                    | Tijd     |
| Winnaar                 | Benoît Cosnefroy     | AG2R La Mondiale         | 3u49'51" |
| 2                       | Valentin Madouas     | Groupama-FDJ             | z.t.     |
| 3                       | Tom Devriendt        | Circus-Wanty-Gobert      | z.t.     |
| 4                       | Jesús Herrada        | Cofidis                  | z.t.     |
| 5                       | Edward Planckaert    | Sport Vlaanderen-Baloise | 17"      |
| 6                       | Clément Venturini    | AG2R La Mondiale         | z.t.     |
| 7                       | Damien Touzé         | Cofidis                  | z.t.     |
| 8                       | Anthony Turgis       | Total Direct Energie     | z.t.     |
| 9                       | Edvald Boasson Hagen | NTT Pro Cycling          | z.t.     |
| 10                      | Anthony Maldonado    | Saint Michel-Auber 93    | z.t.     |

1980 · 1981 · 1982 · 1983 · 1984 · 1985 · 1986 · 1987 · 1988 · 1989 · 1990 · 1991 · 1992 · 1993 · 1994 · 1995 · 1996 · 1997 · 1998 · 1999 · 2000 · 2001 · 2002 · 2003 · 2004 · 2005 · 2006 · 2007 · 2008 · 2009 · 2010 · 2011 · 2012 · 2013 · 2014 · 2015 · 2016 · 2017 · 2018 · 2019 · 2020 · 2021 · 2022 · 2023 · 2024 · 2025